# Chapour V
Shāpur-i-Shahrvarāz (en persan : شاپور شهروراز) ou Châhpûhr V est un souverain d'Iran usurpateur aux dépens de la dynastie des Sassanides.

## Biographie
Fils de l'usurpateur Schahr-Barâz, et vraisemblablement de la princesse Mirhrān, une sœur de Khosro II, il tente en vain de s'imposer en 630/631 après la destitution de la reine Bûrândûkht avec l'appui de Farrukh Hormizd, mais il doit faire face aux candidats « sassanides légitimes » au trône, Khosro III et Péroz II, et surtout Azarmedûkht, la sœur de Bûrândûkht soutenue par le parti des « Pārsig ».